# GOOD GOOD GOOD
『GOOD GOOD GOOD』（グッド グッド グッド）は、ベリーグッドマンのベスト・アルバムでTEPPAN MUSICより2023年8月9日に発売された。[初回限定盤]と[通常盤]に完全受注生産の[豪華盤]と計3種類発売。品番は[初回限定盤]CRCP-40661/62、[通常盤]CRCP-40663、[豪華盤]CRZP-56。

## 概要
- 阪神甲子園球場ワンマンライブ公演を控え、結成10周年を記念したベストアルバム[1]。
- [初回限定盤]にはDISC2として配信のみでリリースされていた「チョベリグ」がCD化され付属される[1]。
- [豪華盤]はBOX仕様となっておりベリーグッドマンの10年の軌跡を元に作成されたすごろくが付属される[1]。
- [初回限定盤]と[豪華盤]には未公開の写真がたっぷり使用された全50ページのスペシャルブックレットのほか、それぞれに別の映像が収録されたM-CARDが付属される[1]。
- [通常盤]はSpecial Price盤としてお手軽な価格で販売される[1]。
- オリコンチャート最高順位27位、登場回数2週を獲得[2]。
- 新曲「これからもよろしくな」を収録[3]。リリース日に同曲のミュージックビデオも公開され、トミーズ雅が出演。雅とプライベートでメンバーが食事した際に、雅の奥様や関わった全ての人に対する愛情深い人柄に感銘を受けてできた1曲で完成した際に雅に出演依頼し快諾される[4]。またそれがきっかけでトミーズの出囃子として使用されることになった[5]。

## 収録曲
| #         | タイトル                             | 作詞             | 作曲             | 編曲                        | 時間  |
| --------- | ------------------------------------ | ---------------- | ---------------- | --------------------------- | ----- |
| 1.        | 「夢物語」                           | ベリーグッドマン | ベリーグッドマン | HiDEX、YUTA（マエノミドリ） | 4:14  |
| 2.        | 「おかん〜yet〜」                    | ベリーグッドマン | ベリーグッドマン | HiDEX                       | 4:24  |
| 3.        | 「Hello」                            | ベリーグッドマン | ベリーグッドマン | HiDEX                       | 4:05  |
| 4.        | 「必ず何かの天才」                   | ベリーグッドマン | ベリーグッドマン | HiDEX                       | 4:15  |
| 5.        | 「花束」                             | ベリーグッドマン | ベリーグッドマン | HiDEX                       | 4:32  |
| 6.        | 「それ以外の人生なんてありえないや」 | ベリーグッドマン | ベリーグッドマン | HiDEX                       | 3:56  |
| 7.        | 「これからもよろしくな」             | ベリーグッドマン | ベリーグッドマン | HiDEX                       | 4:08  |
| 8.        | 「オドリバ★ジャポニカ」              | ベリーグッドマン | ベリーグッドマン | YUTA（マエノミドリ）        | 2:49  |
| 9.        | 「Dreamer」                          | ベリーグッドマン | ベリーグッドマン | HiDEX                       | 4:33  |
| 10.       | 「マスターピース」                   | ベリーグッドマン | ベリーグッドマン | HiDEX                       | 3:38  |
| 11.       | 「ライトスタンド」                   | ベリーグッドマン | ベリーグッドマン | HiDEX                       | 4:08  |
| 12.       | 「ライオン（2018New Ver.）」         | ベリーグッドマン | ベリーグッドマン | 島田昌典                    | 4:29  |
| 13.       | 「雑草」                             | ベリーグッドマン | ベリーグッドマン | HiDEX                       | 4:40  |
| 14.       | 「ハイライト」                       | ベリーグッドマン | ベリーグッドマン | HiDEX                       | 4:16  |
| 15.       | 「アイカタ」                         | ベリーグッドマン | ベリーグッドマン | HiDEX                       | 3:54  |
| 合計時間: | 合計時間:                            | 合計時間:        | 合計時間:        | 合計時間:                   | 62:01 |

| #         | タイトル                    | 作詞             | 作曲             | 編曲                  | 時間  |
| --------- | --------------------------- | ---------------- | ---------------- | --------------------- | ----- |
| 1.        | 「チョベリグ」              | ベリーグッドマン | ベリーグッドマン | HiDEX                 | 2:45  |
| 2.        | 「Nice Bokeh」              | ベリーグッドマン | ベリーグッドマン | ROVER（ROYALcomfort） | 2:37  |
| 3.        | 「いいね」                  | ベリーグッドマン | ベリーグッドマン | HiDEX                 | 3:06  |
| 4.        | 「She's my beautiful girl」 | ベリーグッドマン | ベリーグッドマン | HiDEX                 | 3:06  |
| 5.        | 「明日」                    | ベリーグッドマン | ベリーグッドマン | HiDEX                 | 3:22  |
| 合計時間: | 合計時間:                   | 合計時間:        | 合計時間:        | 合計時間:             | 14:56 |

### M-CARD
- [初回限定盤]
  - 10年を振り返るスペシャルトーク映像を収録
- [豪華盤]
  - ベリグによるべりふぁむの為のバラエティ「ザ・ベリグテン」
  - メンバーとMANA-Bですごろくやってみた

## タイアップ
- これからもよろしくな
  - BSよしもと『ニコイチ出張 ～社員がカメラ、まわしてみました。～』エンディングテーマ
  - 朝日放送テレビ「やすとものいたって真剣です」2023年9月エンディングテーマ